# Fürstentum Turow

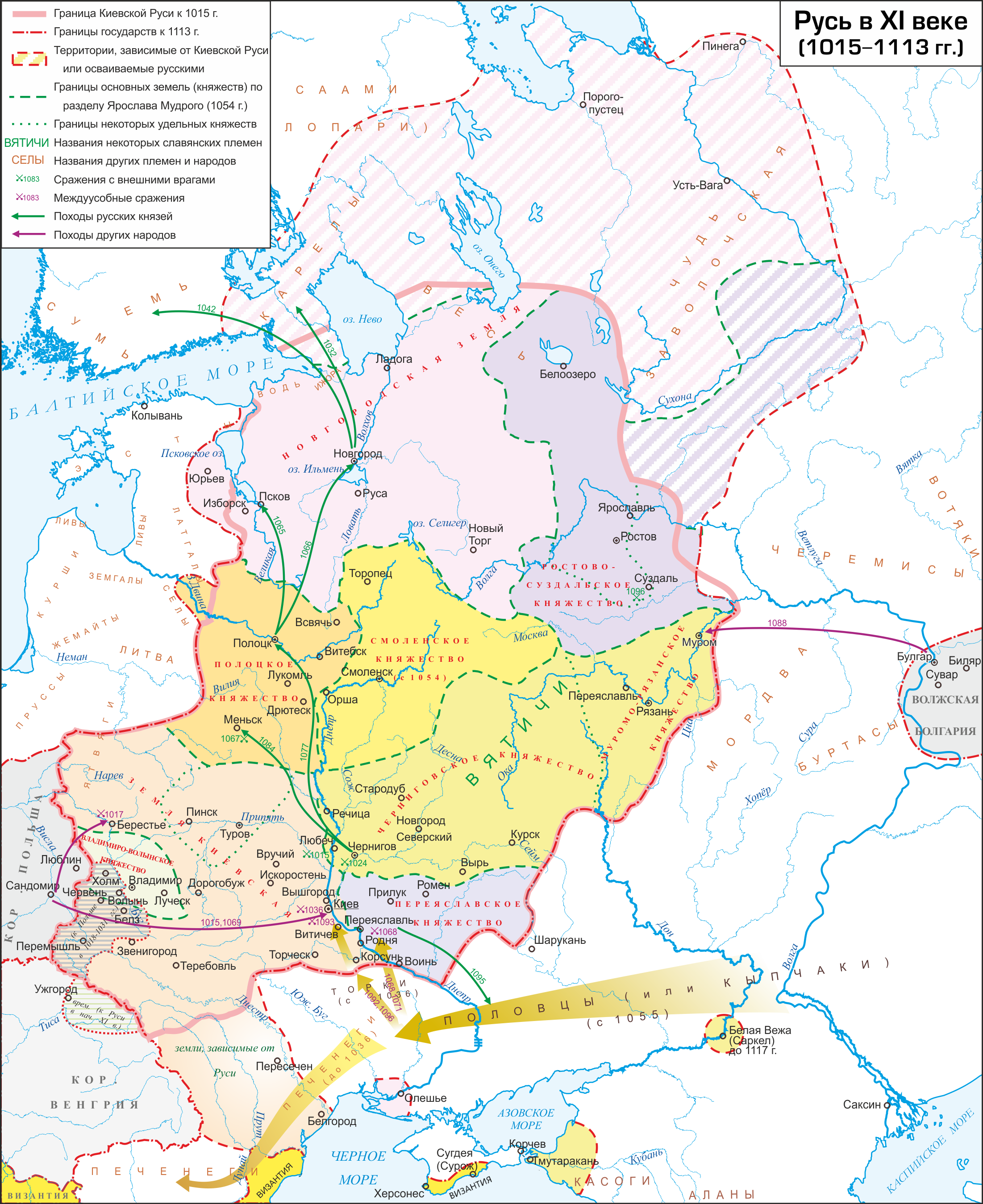
Kiewer Rus im 12. Jahrhundert

Kiewer Rus 1237. Fürstentum Turow hellgrün

Das Fürstentum Turow (russisch Туровское княжество) war ein Fürstentum in der Kiewer Rus und dem Großfürstentum Litauen vom 10. bis zum 16. Jahrhundert im heutigen Belarus und der Ukraine. Zentrum war die Burg Turow.
Im 11. und 12. Jahrhundert wurde Turow wiederholt vom Großfürstentum Kiew aus regiert, im 11. Jahrhundert gab es eine gemeinsame Herrschaft mit dem Fürstentum Wolhynien (1078–1087).
Im 12. Jahrhundert bildeten sich eigene Fürstentümer in Klezk, Sluzk, Dubrowiza und Pinsk heraus.

## Territorium
Wichtige Burgen waren Pinsk (bis 1174), Masyr, Klezk, Sluzk, Dubrowiza.

## Geschichte
Die Burg Turow wurde für 980 erstmals erwähnt in der Nestorchronik.
Wahrscheinlich bald danach gründete Wladimir I. das Fürstentum Turow und übergab es seinem Sohn Swjatopolk. 
Um 1048 gab es Jaroslaw der Weise von Kiew seinem Sohn Isjaslaw. 1078 wurde Jaropolk, jüngerer Sohn von Isjaslaw, Fürst von Wolhynien und Turow. Nach dessen Tod bekam dessen Bruder Swjatopolk Turow, 1093 auch Kiew.
Spätestens seit 1127 war Turow unter der Herrschaft der Söhne von Wladimir Monomach. 1227 wurde ein eigenes Fürstentum Klezk erwähnt, 1148 ein Fürstentum Sluzk (bis 1164).
1162 wurde Turow endgültig unabhängig von Kiew.
Seit 1166 gab es ein Fürstentum Dubrowiza (bis 1223), 1174 löste sich das Fürstentum Pinsk dauerhaft heraus.
In der ersten Hälfte des 13. Jahrhunderts bedrängten die Fürsten von Halitsch-Wolhynien und die Großfürsten von Litauen das Fürstentum Turow.
1223 nahm Turow an der Schlacht an der Kalka teil.
Um 1320 kam das Fürstentum Turow zum Großfürstentum Litauen.

## Fürsten von Turow
- Swjatopolk Wladimirowitsch (um 990 – 1019)
- Jaroslaw der Weise (1019– )
- Isjaslaw I. Jaroslawitsch (um 1045–1054)[7]
- Jaropolk Isjaslawitsch (1078–1087)
- Swjatopolk II. Isjaslawitsch (1088–1094)
- Wjatscheslaw Jaropolkowitsch (1094–1104/05)
- Brjatscheslaw Swjatopoltschitsch (1100– ) (?)
- Isjaslaw Swjatopoltschitsch ( –1123)(?)
- Wjatscheslaw Wladimirowitsch (1127–1132)
- Isjaslaw II. (1133–1134), Sohn von Mstislaw I., Großfürst von Kiew
- Wjatscheslaw Wladimirowitsch (1134–1141)
- Wjatscheslaw Wladimirowitsch (1142–1146)
- Andrej Bogoljubski (1150–1151)
- Boris I. Jurjewitsch (1155–1157), Sohn von Juri Dolgoruki
- Juri Jaroslawitsch (1157–1167)
- Iwan Jurjewitsch (1167–1190)
- Gleb (1190–1195)
- Iwan Jurjewitsch (1195–1207)
- Rostislaw Glebowitsch (1207–1228)
- Daniel Romanowitsch von Galizien (1250)
- Juri Wladimirowitsch ( –1292)
- Dmitrij Jurjewitsch (1292– )
- Daniel Dmitrewitsch ( –vor 1366)